# Himation
| Himation |
| --- |
| Grekisk man klädd i himation. - Betydelse – mantel vanlig i antikens Grekland - Användning – överplagg hos kvinnor och män - Etymologi – Ιμάτιο ('klädnad', 'mantel') |

Himation (uttal: [hi'mɑ:tiɔn]) är ett mantelliknande klädesplagg som var vanligt i antikens Grekland. Det bestod av ett rektangulärt format tygstycke, vilket vanligen var av ylle. Klädet draperades runt kroppen på olika maner, men viktigt var att höger arm alltid behölls fri.
En himation bars hos både män och kvinnor som överplagg. Män kunde också nyttja himation som enda klädesplagg.
Ordet himation betyder på klassisk grekiska 'klädnad' eller 'mantel'.